# 3 Pułk Haubic Polowych (austro-węgierski)
Pułk Haubic Polowych  Nr 3 (niem. Feldhaubitzregiment Erzherzog Wilhelm Nr. 3) – pułk artylerii polowej cesarskiej i królewskiej Armii.

## Historia pułku
W 1854 roku został sformowany 6. Pułk Artylerii Polowej. 1 maja 1885 roku oddział został przeformowany w Pułk Artylerii Korpuśnej Nr 3. 6 kwietnia 1908 roku jednostka została przemianowana na Pułk Haubic Polowych Nr 3 i przeniesiony z Grazu do Mariboru. W 1916 roku ponownie przemianowany na Pułk Haubic Polowych Nr 6.
Szefem pułku był arcyksiążę FZM Wilhelm Habsburg.
Święto pułku obchodzono 3 lipca, w rocznicę bitwy pod Sadową stoczonej w 1866 roku, w trakcie wojny prusko-austriackiej.
Każda z czterech baterii posiadała sześć 6 haubic M99, które od 1914 roku zastępowano nowoczesnymi 100 mm haubicami wz. 1914.
W 1914 roku komenda pułku, 1 i 2 dywizjon oraz kadra zapasowa stacjonowały w Mariborze (niem. Marburg) na terytorium 3 Korpusu.
Pułk wchodził w skład 6 Dywizji Piechoty, a pod względem wyszkolenia podlegał komendantowi 3 Brygady Artylerii Polowej.

## Kadra pułku
Komendanci pułku
- płk Georg Dormus (do 1905 → komendant 10 Galicyjskiej BAP[6])
- płk Eugen Sartori (1905[1] – 1908 → komendant 14 BAP[7])
- płk Ferdinand Komm (1908[2] – 1913 → komendant 2 Brygady Artylerii Górskiej[8])
- ppłk / płk Johann Bibra von Gleicherwiesen (1913 – 1914[9] → Komenda 44 Brygady Artylerii Polowej OK)

Oficerowie
- kpt. Karol Battaglia